# Caccobiomorphus
Caccobiomorphus là một chi bọ cánh cứng thuộc họ Scarabaeidae.